# 葉石濤
葉石濤（1925年11月1日—2008年12月11日），先祖為龍崎移居府城之望族，出生於臺灣台南市白金町（打銀街）。 臺灣當代文學作家，創作以小說與評論為主，散文及翻譯為輔。葉石濤橫跨日治與戰後兩個世代，小學前曾接受兩年漢文私塾教育，畢業於臺南州立第二中學校（今臺南一中），初為日治時代作家西川滿主持之《文藝台灣》的助理編輯。戰後初任國小教師，1947年任台南工學院（今成功大學）總務處科員2年餘，後再回任國小教職，旋於1951年9月因白色恐怖繫獄3年。 出獄後再考取國小教師，1965年一度辭教職，進入省立臺南師範專科學校特別師範科就讀1年。前後國小教職共39年，晚年獲聘總統府國策顧問並授予二等卿雲勳章。

## 生平與創作經歷

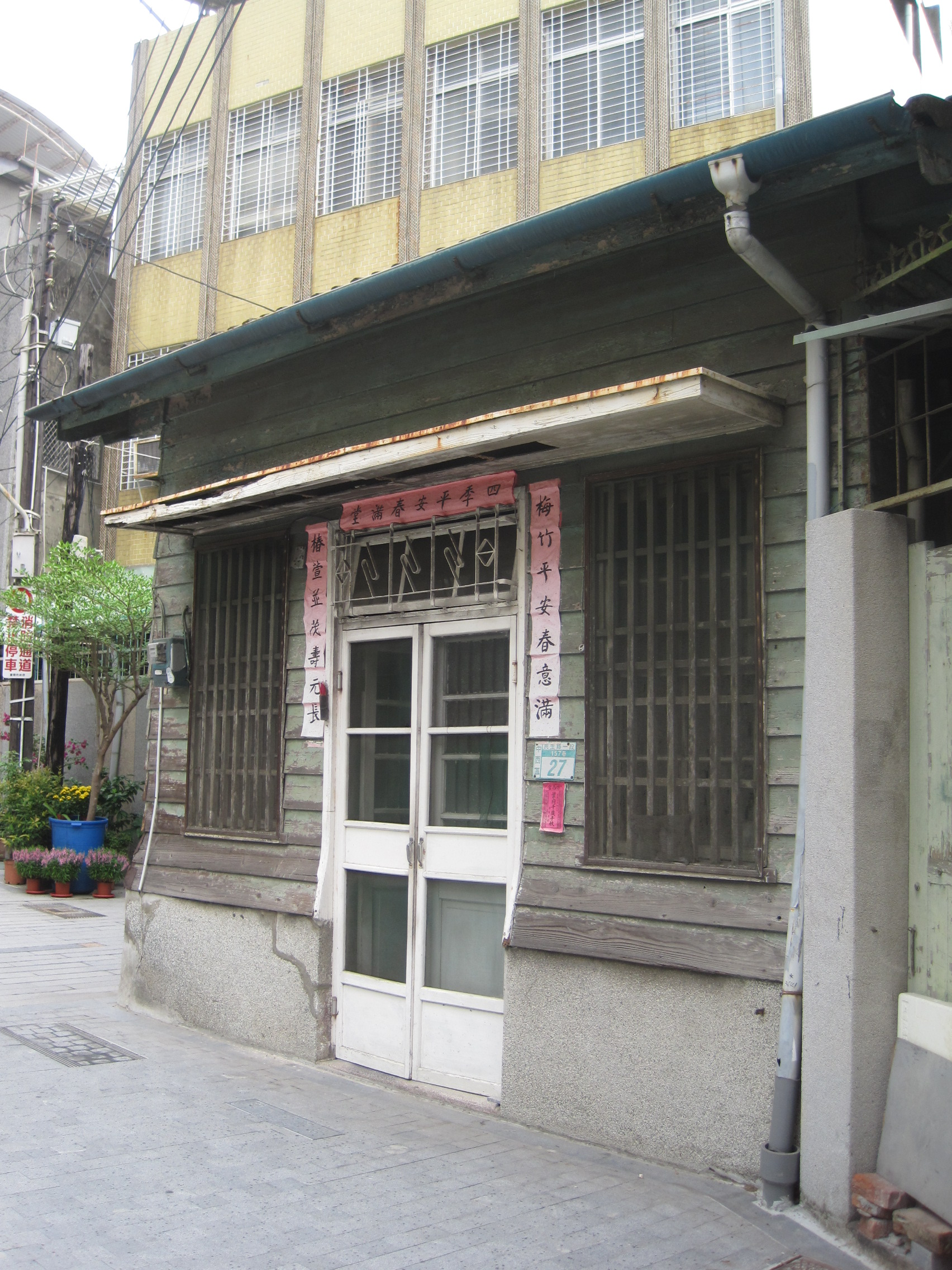
葉石濤舊居

葉石濤中學時即廣泛閱讀世界文學作品，戰後更致力於文學評論、文學史著述。從事文學創作總計超過60年，出版書籍超過100本。主要作品有小說（約130萬字）、文學評論、散文、隨筆、書信、回憶錄（約350萬字）、文學史專著、翻譯等，已出版作品有百餘種，橫跨日治時代及戰後兩個世代。其中，1987年完成的《台灣文學史綱》是臺灣人自己撰寫的第一部臺灣文學史，意義重大。葉石濤大部分的作品都以本名發表，另有鄭左金、酪青、鄧石榕、葉松齡、葉顯國、周金滿、瓔珍、李淳、葉珒、邱素臻、許敦禮、葉左金等筆名。

### 日治時期經歷
1925年（大正14年）11月1日，葉石濤生於臺南州臺南市白金町（舊稱「打銀街」，今臺南市中西區民生路一帶），為家中長男。父親葉敦禮，母親林𤆬治。6歲至台南大天后宮旁私塾，接受兩年的漢文教育。8歲就讀末廣公學校（今臺南市中西區進學國小）。14歲自公學校畢業，考入臺南州立二中（今國立台南一中前身）。
葉石濤自16歲開始從事小說創作。第一篇小說〈媽祖祭〉投稿於張文環主編之《臺灣文學》，入選為佳作，未刊出，原稿已佚（入選評語刊於1943年1月31日出版之《臺灣文學》三卷一號）。1943年三月，葉石濤自臺南二中畢業並應聘至臺北，擔任西川滿主持之《文藝臺灣》雜誌社任助理編輯，也開始在《文藝臺灣》發表作品，如：〈林君的來信〉、〈春怨——獻給吾師〉等。1944年，葉石濤以筆名「鄭左金」撰寫小說〈拂曉〉，獲《臺灣藝術》徵文比賽第二名（二等賞），此作刊於《臺灣藝術》2月號；同年辭去《文藝臺灣》助理編輯工作，返回台南任寶公學校（今臺南市立人國小）助教，並於皇民奉公會出版之《臺灣文藝》一卷第六號發表小說〈美機敗逃〉。
1945年（昭和20年）二月，葉石濤應召入營，任日本陸軍二等兵；同年八月日本戰敗後，回到臺南繼續擔任立人國小教師，並在二戰結束後，開始學習中文，嘗試以中文進行創作。

### 戰後初期與入獄經歷
戰後葉石濤開始在《中華日報》、《新生報》與《公論報》等報，發表隨筆、評論、翻譯等多篇作品。
1946年於龍瑛宗主編之《中華日報》日文欄發表小說〈黛玉與寶釵〉、〈幻想〉、〈偷玻璃的人〉、〈江湖藝人〉等作；1948年於《新生報》「橋」副刊發表小說〈河畔的悲劇〉、〈來到台灣的唐・芬〉、〈澎湖島的死刑〉並發表評論〈一九四一年後的台灣文學〉；同年於《中華日報》「海風」副刊發表小說〈復讎〉、〈娼婦〉，評論〈帝俄三大作家交惡〉、〈日本的女作家們〉；於《台灣力行報》「新文藝周刊」三期，發表小說〈歸鄉〉。1949年任臺南市永福國小教師。隔年於《公論報》發表評論〈王爾德的童話〉、小說〈畫家洛特‧萊蒙的信函〉；於《中華日報》發表小說〈莫里斯貝尼奧斯基的遭遇〉，並評論〈關於托瑪斯・曼的三個短篇〉、〈斯托爾姆的短篇小說〉、〈關於毛姆〉、〈羅蒂與台灣〉、〈關於摩萊耶克〉、〈梅禮美的卡爾們〉、〈論左拉的文學思想〉等作。
1951年9月20日，27歲的葉石濤被國民黨政府保密局逮捕拘問。1953年七月遭臺灣省保安司令部依「知匪不報」判處有期徒刑五年。 直到1954年九月才獲減刑，其刑期縮短為三年，出獄並在台南市「建設廳自來水督導處」當工友。

### 流浪教師經歷
獄後葉石濤除擔任工友外，也嘗試再以教員身份輾轉於各地謀職，期間仍不忘持續進行文學創作與評論。
1955年考取嘉義縣國小代課教員，分發至義竹鄉過路國小任教；隔年擔任路竹國小訓導主任。1957年依代課教員任滿二年得改任正式教員辦法取得正式教師資格，調任台南縣仁德鄉車路墘國小（今臺南市文賢國小）教師。1959年葉石濤與左營陳月得女士結婚，同年九月於《筆匯》一卷五期發表評論〈論日本現代文學的特質〉；十一月長子葉顯國出生；隔年四月次子葉松齡出生。1965年葉石濤辭去文賢國小教職，進入臺南師專（今臺南教育大學）特師科就讀，且將家眷遷往高雄左營（舊城）；隔年畢業後，分發至宜蘭縣冬山鄉廣興國小大進分校（今大進國小）任教，並於1967年八月，調任高雄縣橋頭鄉甲圍國小教師，自此定居左營。
此時期的葉石濤已展現出對台灣文學評論的興趣，如在1965年《台灣文藝》二卷九期發表〈論吳濁流〈幕後支配者〉〉；同年十一月在《文星》九十七期發表〈台灣的鄉土文學〉。1966年五月，在《幼獅文藝》廿四卷五期，發表〈獄中記〉；於《台灣文藝》三卷十二期〈吳濁流論〉以及〈鍾肇政論〉，三卷十三期發表小說〈男盜女娼〉；八月於《自由青年》卅六卷三期發表〈評介鍾理和〉，1967年發表評論〈兩年來的省籍作家及其小說〉、〈論七等生的小說〉等，也持續撰寫小說〈漂泊〉、〈蛇蠍〉、〈行醫記〉與〈賺食世家〉等作。

### 建構台灣文學評論、台灣文學史論
葉石濤除了長期進行文學創作外，也耕植於文學評論，並致力於建構台灣文學史論，同時大量翻譯日文書籍。
在1968年九月出版第一本評論集《葉石濤評論集》。1973年出版《葉石濤作家論集》，1975年出版小說集《葉石濤自選集》、1977年在《夏潮》雜誌發表〈台灣鄉土文學史導論〉，1979出版評論集《台灣鄉土作家論集》，同年五月與彭瑞金合編出版《1978台灣小說選》；同年七月與鍾肇政共同主編出版《光復前台灣文學全集》八冊，並與鍾肇政等人發起籌建鍾理和紀念館。1980年獲第一屆巫永福評論獎，同年六月與彭瑞金合編出版《1979台灣小說選》，1981年六月出版評論集《作家的條件》，同年與鄭烱明、陳坤崙、曾貴海、許振江、彭瑞金等人籌備創辦《文學界》雜誌。1983年二月出版編著《1982年台灣小說選》；同年四月出版評論集《文學回憶錄》；同年九月出版評論集《小說筆記》、1985年出版評論集《沒有土地，哪有文學》，並在1987年二月，出版臺灣第一本文學史《台灣文學史綱》，該作獲中國時報文化貢獻獎。
另一方面，葉石濤也大量翻譯或出版許多日文書籍，且涉獵廣泛，如1973年出版譯作多湖輝《思考的教室》、須貝一男《服裝設計畫法》；1974年出版譯作進藤史郎《股票心理作戰》、渡邊正《大蒜健康法》、正比古《血型與人生》、每日新聞科學記者合著《向神挑戰》、中村礦一《減肥健康食療》、田中克己《兩性遺傳》等作；1975年出版譯作相良守次《欲求的心理》、《四次元世界的99個謎》與《說話藝術的魅力》、平井富雄《自我催眠術》、《自然界的99個謎》、加藤秀俊《人際關係》、詫摩武俊《嫉妬心理學》以及《創造命運》等；1977年出版譯作朝山新一《開放教室》、1979年出版譯作宇賀田為吉《香菸的歷史》、1986年出版譯作松本清張著《女囚》以及松本清張等著《紅顏薄命》、1987出版譯作松本清張《紅籤》、夏目漱石等著《雪融》

### 解嚴後活動
1987年國民政府宣布解嚴後，葉石濤開始以自身記憶進行自傳性或半自傳性的小說創作，也寫下回憶錄。
1990年出版評論集《台灣文學的悲情》、《走向台灣文學》，並在同年五月出版半自傳小說《台灣男子簡阿淘》。1991年自高雄縣甲圍國小退休後，出版小說集《馘首》、《葉石濤集》，在同年九月出版回憶錄《一個台灣老朽作家的五〇年代》，於同年十一月二十五日，獲台美基金會人文成就獎，葉石濤赴美領獎，在同年十二月參與《文學台灣》雜誌創刊。1992與1993年分別出版評論集《台灣文學的困境》與《展望台灣文學》，另外也出版小說集《異族的婚禮》。並在1993年與1995年，分別獲得且獲第一屆高雄縣文學貢獻獎與第一屆府城文學貢獻獎。1996年葉石濤出版回憶錄《府城瑣憶》，入選台灣省政府新聞處優良作品贊助出版；同年出版譯作《台灣文學集１》、小說《台灣男子簡阿淘》。1997年出版譯作《西川滿小說集１》，1998年出版評論《台灣文學入門》，同年獲淡水工商管理學院（今真理大學）臺灣文學系「牛津文學獎」。1999年出版譯作《台灣文學集２》以及隨筆、評論合集《追憶文學歲月》與回憶錄《從府城到舊城》，並獲成功大學名譽文學博士。2000年出版小說集《西拉雅族末裔潘銀花》，同年獲中國文藝協會榮譽文藝獎章、高雄市文藝貢獻獎與行政院文化獎；並在九月出任文化復興運動總會副會長，且出版隨筆、評論合集《舊城瑣記》，開始於成功大學臺灣文學研究所授課，而日文版《台灣文學史綱》在日本研文出版社出版（中島利郎、澤井律之合譯）。
2001年國立文化資產保存研究中心籌備處推出「葉石濤全集蒐集、整理、編輯計畫」，同年九月獲國家文藝獎，十月與諾貝爾文學獎得主高行健對談「土地、人民、流亡」，十二月出版小說集《賺食世家》。2002年應文建會（今行政院文化部）邀請，與鍾鐵民、黃武忠、彭瑞金等人，赴名古屋出席「台灣學會」年會，至東京大學演講〈我的台灣文學六十年〉。2004年在《文學臺灣》開始發表《蝴蝶巷春夢》系列小說，並在同年五月出任總統府國策顧問，同年七月至十月，國家台灣文學館舉辦「府城之星・舊城之月——葉石濤文物捐贈展」，同年10月15日榮獲由陳水扁總統頒受「二等卿雲勳章」。2005年在高雄世界詩歌節，與聖露西亞諾貝爾獎詩人德瑞克・沃克特對談「文學中的海洋意象」。2006年出版《蝴蝶巷春夢》，同年十月英文版《台灣文學史綱》出版，同年十二月《葉石濤全集》小說卷五冊出版。2008年由「文學台灣基金會」策劃，彭瑞金教授主持，國家台灣文學館以及高雄市政府文化局合力出版《葉石濤全集》隨筆卷七冊、評論卷七冊、資料卷一冊。

### 逝世
2008年4月，當時葉石濤已住進高雄榮民總醫院加護病房，遂於4月27日假高雄榮總門診大樓一樓第二會議室舉行「《葉石濤全集》新書發表會」，原本希望葉老能夠親臨會場，但在高雄榮總醫師評估病情後並未能出席，而由家屬代表出席；葉老夫人陳月得女士接受與會者致意，並由其子葉松齡先生代為致詞。
2008年12月11日，葉石濤於高雄榮總病逝，享壽八十三歲。 12月26日，馬英九總統發布褒揚令。2009年12月6日，葉石濤紀念銅像於高雄市中央公園內高雄文學館旁湖畔揭幕。 2012年8月，葉石濤文學紀念館在臺南開幕。

## 台灣文學史觀
葉石濤在經歷日治時期與戰後白色恐怖時期至解嚴後的過程中，認為應以鄉土文學中的台灣意識，建構出屬於台灣的文學史觀。
在為彭瑞金《台灣新文學運動四十年》撰寫書評時，葉石濤強調台灣文學是世界文學的一環，不附庸於任何外來統治民族，即便是日治時期，台灣文學也並非是日本文學的延伸，戰後台灣文學更不是隸屬於中國文學。因此葉石濤刻意建立台灣鄉土文學，透過文學所孕育產生的社會背景與土地環境，以及文學傳承的淵源與流變，建構台灣文學史觀。
1977年在《夏潮》雜誌發表〈台灣鄉土文學史導論〉，發表於台灣鄉土文學論戰之際，此文的特殊性在於葉石濤在「鄉土文學」的基礎上，進一步發展「鄉土文學史」的概念，葉石濤認為，台灣文學雖具有中國文學的普遍性，但在島嶼的種族經驗與殖民經驗洗禮下，已發展出與中國文學迥異的精神與內容。
在葉石濤的文學作品或發言中，常能看見這種具備台灣意識的文學史觀：
- 1985年以「沒有土地，哪有文學？」命名其評論集
- 在《台灣文學史綱》中寫道：「我發願寫台灣文學史的主要輪廓，其目的在於闡明台灣文學在歷史的流動中如何地發展了它強烈的自主意願，且鑄造了它獨異的臺灣性格。」[16]
- 在2001年獲得國家文藝獎時發表得獎感言：「我一向相信文學是地上之鹽。『鹽』原是微不足道的東西，但對我們身體健康是必須的。同時，它在我們烹調食物時，也必不可少。也就因為文學像是地上的一把鹽，它在社會上的作用或許是看不到的。但是，我相信它能夠改造人們的心靈結構，發揮無限的提昇力量。」[17]
- 在2006年由高雄市文化局出版的《葉石濤全集》中的〈自序〉提到：「台灣文學反應了台灣的土地和人民的真實生活，從日治時代以來，台灣作家始終堅持與人民站在一起，覓取更佳的民主、自由的生活。我這一輩子立志要為為建立台灣文學而奮鬥，這種堅定的信念，使得我脫離了名利之爭，只寫我願意寫的東西。」[15]

## 平反冤屈
2018年12月7日，促進轉型正義委員會促轉三字第1075300145A號函文， 有關葉石濤「明知為匪諜而不告密檢舉」之有罪判決暨其刑之宣告正式撤銷。

## 榮譽

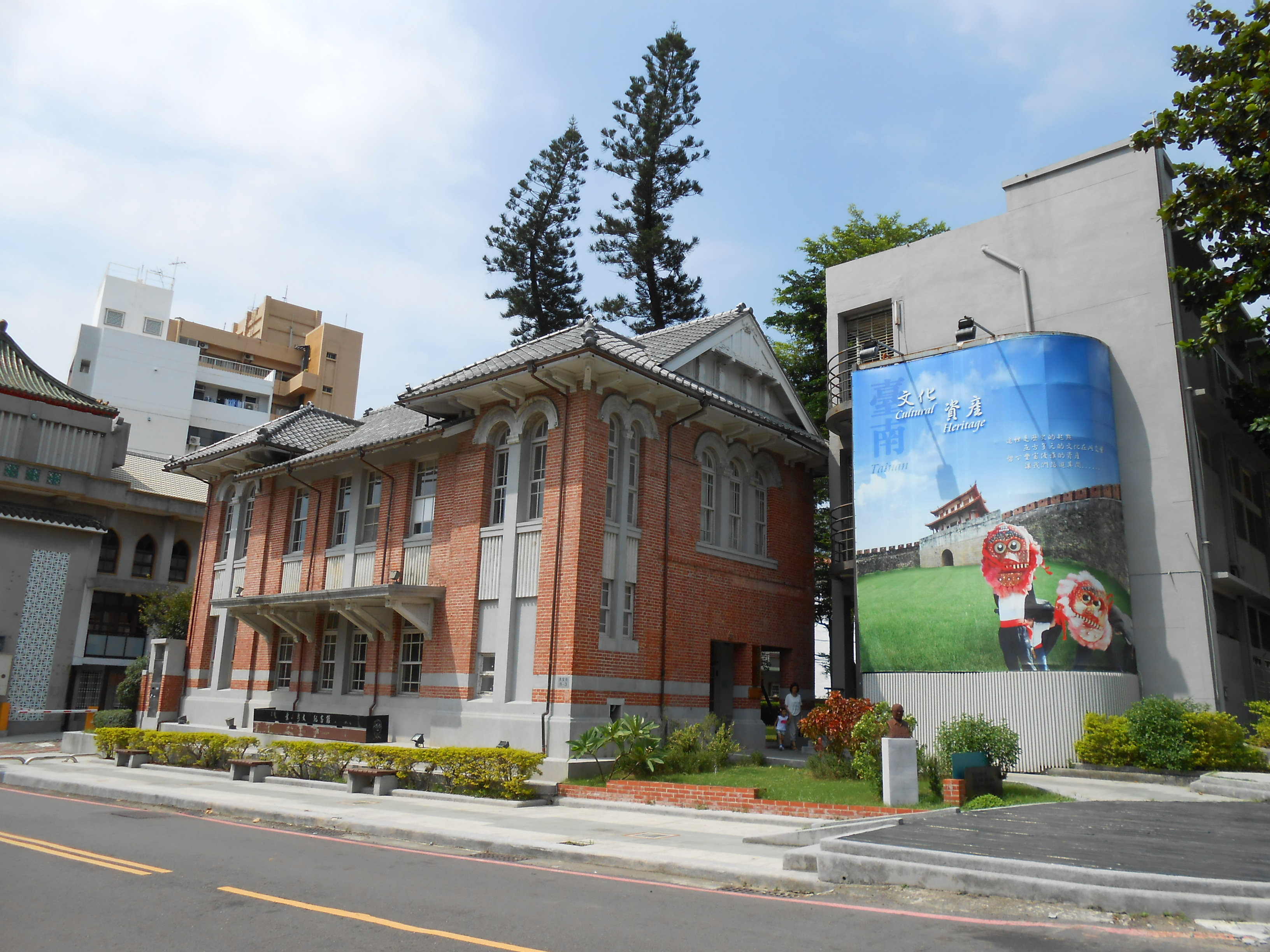
葉石濤文學紀念館（2013年）。

葉石濤曾獲中國文藝協會中國文藝獎章的文藝評論獎、台美基金會人文成就獎、中國時報文化貢獻獎、真理大學台灣文學家牛津獎、高雄縣文學獎等，1999年獲得成功大學名譽文學博士，並兼任該校台灣文學研究所教授。 2000年獲行政院文化獎，2001年獲國家文藝獎，並於2000年陳水扁政府聘任為文化總會副會長、國策顧問等職務。這些榮譽是葉老多年來在寂寞的創作路上辛勤筆耕的些許安慰。

### 中華民國勳章獎章
- 二等卿雲勳章（2004年10月15日於台北總統府頒授[20]）

## 評價
- 葉石濤於1998年獲淡水工商管理學院「牛津文學獎」的獎詞點明葉老之於臺灣文學的成就：「在臺灣文學最黑暗的時刻，用鄉土點亮一盞燈，在臺灣文學最迷惑的時刻，用臺灣意識闢出一條路，用一生為臺灣文學立座標。」[21]
- 彭瑞金指出葉石濤在文學評論方面的特徵：「葉石濤的文學評論和文學史，顯示他自一九六五年復出文壇以後，一直扮演著盡職而勤奮的台灣文學觀察者角色，廣博的世界文學視野、知識、身為台灣作家的使命感和實際的文學創作歷練，構成他的文學評論獨一無二的特色，使得他的文學評論沒有學院式的流派的固執，卻牢牢地站穩站穩身為台灣作家的立場發言，創作經驗則幫助他的評論不乖離文學的主體。」[22]
- 趙慶華認為葉石濤在創作上仍有著對於社會現實做出積極回應的反身思考：「他（葉石濤）始終無法拋棄所謂的『社會責任』，在他看來，那是身為一個作家必須擔負的天職，『作家不能不關懷廣大的窮苦人民，不能不同情他們的遭遇，如果作家失去了對人性價值的同情，就毫無意義⋯⋯，所以我認為文學還是要有道德的目的。作家應該參與社會，反映現實生活，也人道主義的關懷，幫助弱勢的人群找到生存的勇氣⋯⋯。』」[23]
- 葉石濤於2001年獲國家文藝獎之得獎理由，充分勾勒出葉石濤對於臺灣文學多方的貢獻：「葉石濤先生為橫跨日據時期與戰後世代的重要作家，在小說創作、文學評論、文學史建構語文學翻譯方面均卓有成就。揹負自喻的天譴命運，克服語言障礙與政治困境，畢生從事追求文學的追求。自二十世紀四〇年代以降，為臺灣文學命名定義，終於助其進入學術殿堂。維持創作生命逾六十年，迄今仍孜孜於文藝美學的營造，無論在族群、性別、階級議題上，均能兼顧，允為國家文學典範。」[17]
- 盛浩偉描述葉石濤對於臺灣文學的兼容態度：「他（葉石濤）的『台灣文學』架構裡頭的精神，是希望包含進所有以台灣為文學創作立基點的作家，容納所有反映了台灣的土地、台灣人民的真實生活的作品。那是一種包容與互通的精神，一種多元共容的立場。這樣的胸襟，不曾因為遭受白色恐怖，或是曾經顛沛小眾，而變得狹隘。」[24]

## 軼事
- 雲門舞集創辦人林懷民是葉石濤提攜的晚輩，有次來到葉老家中熱得受不了，後來特別請人裝了台冷氣送給葉老，結果葉老夫妻倆捨不得吹，十年來恐怕吹不到五次，但是每次碰到友人來訪，就開心說這台冷氣是林懷民送的。[25]
- 葉石濤對自己節省但對同學很大方，在成大台灣文學研究所教書期間，每次學期結束，他都會邀請系上所有師生吃飯，將學期授課費用全數拿出來請學生。[25]
- 據說年輕時期的葉石濤相當憤世嫉俗，對於自己師範畢業後無法被分發回高雄（時葉老已遷居高雄）任教、且屢為退稿專家而不滿，並發洩於給鍾肇政的書信上。[26] 而他在就讀師範時即已立下「欲做文學之鬼」的志向。[27]

## 著作[10]

### 小說
- 《媽祖祭》，1940年。
- 《征台譚》，1941年。
- 《熱蘭遮城陷落記》，1946年。
- 《殖民地的人們》，1947年。
- 《鸚鸝和豎琴》，三信出版社，1973年。
- 《噶瑪蘭的柑子》，三信出版社，1975年6月。
- 《採硫記》，龍田出版社，1979年。
- 《卡薩爾斯之琴》，東大圖書公司，1980年10月。
- 《西拉雅族的末裔》，前衛出版社，1990年3月。
- 《台灣男子簡阿淘》，草根出版公司，1990年9月、1996年再版。
- 彭瑞金／編，《葉石濤集》，前衛出版社，1991年。
- 《馘首》，派色文化，1991年。
- 《異族的婚禮：葉石濤短篇小說集》，皇冠出版社，1994年。
- 《西拉雅族的末裔》，草根出版社，2000年1月。
- 《紅鞋子》，春暉出版社，2000年2月。
- 《賺食世家：葉石濤黑色幽默小說選》，圓神出版社，2001年。
- 《青春》，桂冠出版社，2001年。
- 《三月的媽祖：一九四〇年代葉石濤小說集》，春暉出版社，2004年。
- 《葫蘆巷春夢》，春暉出版社，2004年。
- 彭瑞金／編，《河畔的悲劇：葉石濤小說選集》，春暉出版社，2013年。
- 彭瑞金／編，《天上聖母的祭典：葉石濤小說選集》，春暉出版社，2013年。
- 彭瑞金／編，《黎明的訣別：葉石濤小說選集》，春暉出版社，2013年。

### 文學評論
- 《台灣鄉土作家論集》，遠景出版公司，1979年3月。
- 《作家的條件》，遠景出版社，1981年。
- 《沒有土地哪有文學》，遠景出版社，1985年。
- 《台灣文學史綱》，文學界雜誌社，1987年2月。
- 《走向台灣文學》，自立晚報社出版，1990年。
- 《台灣文學的悲情》，派色文化出版，1990年。
- 《台灣文學的困境》，派色文化出版，1992年。
- 《展望台灣文學》，九歌出版社，1994年。
- 《台灣文學入門：台灣文學五十七問》，春暉出版社，1997年。
- 中島利郎、澤井律之／譯，《台灣文學史》，東京都研文社，2000年11月。
- 《台灣文學的回顧》，九歌出版社，2004年。
- 《台灣文學史綱》，高雄文學界初版1987（春暉出版社，2010年）。
- 彭瑞金／編，《臺灣文學路：葉石濤評論選集》，春暉出版社，2013年。

### 散文
- 《女朋友》，晨星出版社，1986年。
- 《台灣，在轉捩點上》，大呂出版，1986年。
- 《一個老朽作家的五〇年代》，前衛出版社，1991年7月。
- 《不完美的旅程》，皇冠出版社，1993年。
- 《府城瑣憶》，派色文化出版社，1996年2月。
- 《追憶文學歲月》，九歌出版社，1999年8月10日。
- 《舊城瑣記》，春暉出版社，2000年9月。
- 彭瑞金／編，《府城記事簿：葉石濤隨筆選集》，春暉出版社，2013年。

### 翻譯
- 葉石濤／中譯，朝鮮作家／原著，《地下村》，名流出版社，1987年。
- 葉石濤等人／中譯，松本清張／原著，《詐婚》，志文出版社，1987年。
- 葉石濤／中譯，托爾斯泰／原著，《愛與生與死》，純文學出版社，1988年。
- 葉石濤／中譯，賈德諾／原著，《蛇蠍美人案》，遠景出版社，1992年。
- 葉石濤／中譯，賈德諾／原著，《日曆女郎》，遠景出版社，1992年。
- 葉石濤／中譯，日本作家／原著，《貓會說話的故事》，派色出版社，1993年。
- 葉石濤／編譯，《台灣文學集 日文作品選集》出暉出版社，1996年8月~1999年2月。
- 葉石濤／中譯，《西川滿小說選（1）》，春暉出版社，1997年2月。

### 己編或與他人合編的著作
- 葉石濤與鍾肇政主編「光復前台灣文學全集」，遠景出版社，1979年。
- 葉石濤主編，《台灣鄉土作家論集》，遠景出版社，1979年。
- 葉石濤主編，《1982年台灣小說選》，前衛出版社，1983年。

### 《葉石濤全集》
台灣文學館、高雄市文化局出版，2008年。
- 全集1-小說卷一
- 全集2-小說卷二
- 全集3-小說卷三
- 全集4-小說卷四
- 全集5-小說卷五
- 全集6-隨筆卷一
- 全集7-隨筆卷二
- 全集8-隨筆卷三
- 全集9-隨筆卷四
- 全集10-隨筆卷五
- 全集11-隨筆卷六
- 全集12-隨筆卷七
- 全集13-評論卷一
- 全集14-評論卷二
- 全集15-評論卷三
- 全集16-評論卷四
- 全集17-評論卷五
- 全集18-評論卷六
- 全集19-評論卷七
- 全集20-資料卷
- 全集21-翻譯卷一
- 全集22-翻譯卷二
- 全集23-翻譯卷三

## 改編電影、電視劇
- 《葫蘆巷春夢》：葉石濤原著，蔡富貴導演，台北豪客唱片發行。《葫蘆巷春夢》約75分鐘，普遍級、為中文字幕、台語發音，演員包含孟庭麗、檢場、柳哥、林銀村等人。

- 《台灣男子葉石濤 （页面存档备份，存于）》：紀錄片，片長2時2分，許卉林導演，茂樹電影有限公司，上映日期：2022年6月17日。

## 相關研究、評介
- 《原鄉人：族群的故事》，王德威、黃錦樹／主編，麥田出版，2004年。
- 《口述歷史 臺灣文學耆碩 葉石濤先生訪問紀錄》，張守真／主訪、臧紫騏／紀錄，高雄市文獻委員會，2002年。

## 外部連結
- 國家圖書館-當代文學史料系統
- 葉石濤先生成書著作知見類目
- 〈看好文學－－懷念葉老〉路寒袖 聯合報 2008年12月12日 （页面存档备份，存于）
- 國家文藝基金會 （页面存档备份，存于）
- 東華大學-台灣文學資料庫
- 吳三連台灣史料基金會
- 《葉石濤全集》，國立台灣文學館、高雄市文化局，2008年3月
- 莊紫蓉，〈自己和自己格鬥的寂寞作家－－專訪葉石濤〉，吳三連基金會網站，2001年3月7日。
- 台灣作家作品目錄資料庫——葉石濤 （页面存档备份，存于）